# Série Mundial de Pôquer

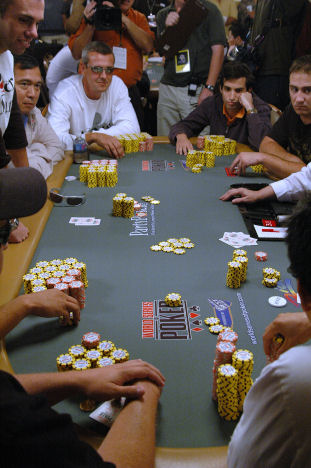
Evento Principal da WSOP em 2006.

A Série Mundial de Pôquer (World Series of Poker, abreviado WSOP) é uma série de torneios de pôquer realizada anualmente em Las Vegas e, desde 2005, patrocinada pela Caesars Entertainment Corporation (conhecida como Harrah's Entertainment até 2010). Ela tem suas origens em 1970, quando Benny Binion convidou sete dos jogadores de poker mais conhecidos para o Horseshoe Casino para um único torneio, com um tempo de início e término, e um vencedor determinado por uma cédula secreta dos sete jogadores.
É considerado o mais famoso campeonato de pôquer, reunindo jogadores de todo o mundo, nele são disputados torneios em várias modalidades de poker, e aquele que for vitorioso do Evento Principal (Main Event), disputado na modalidade No Limit Texas Hold'em, será decretado o campeão do torneio. Além do prêmio em dinheiro, os campeões em cada modalidade recebem como troféu um bracelete de ouro.

## Origem

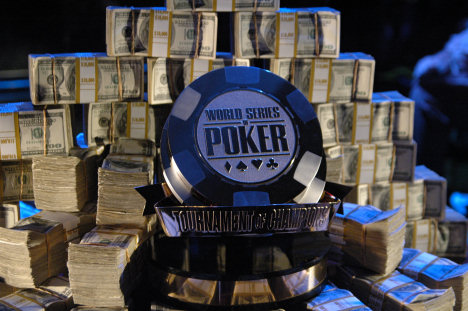
Prêmio do vencedor do Torneio de Campeões de 2008
.

A Série Mundial de Pôquer aconteceu pela primeira vez em 1969. Criada por Tom Moore, o torneio era apenas para convidados e foi realizado no Holiday Hotel and Casino na cidade de Reno, Nevada. A primeira edição teve como campeão Crandall Addington que figurou por oito vezes na lista dos dez melhores jogadores do Evento Principal da Série Mundial, recorde que não foi batido até hoje.
É em 1970 que a WSOP passa a ser disputada oficialmente, sob a organização do cassino Binion's Horseshoe o torneio ganha maior notoriedade. Naquele ano Johnny Moss sagrou-se campeão, sendo considerado oficialmente o primeiro campeão mundial de poker.

## Evolução
A partir do ano de 1971 todos os eventos da WSOP passaram a ter prêmios em dinheiro. Em 1973 além do Texas Hold'em o evento principal passa a contar também com a modalidade Five-card-stud, desde então ao longo dos anos muitas modalidades foram inseridas e retiradas do torneio. Em 2006 havia 45 eventos sendo disputados, cobrindo a maioria das modalidades. O evento principal continua sendo disputado na modalidade Texas Hold'em, mas o torneio conta com eventos paralelos em Omaha, Seven Card Stud e suas variantes. O H.O.R.S.E., após alguns anos sem evento, retornou em 2006. A modalidade S.H.O.E., que também já havia sido disputada, retornou em 2007.
O número de participantes teve um crescimento muito grande nos últimos anos, passando de 4.780 no ano de 2000 para 23.000 em 2005. Só no evento principal o número de inscritos passou de 839 em 2003 para 8.773 no torneio realizado em 2006. Esse crescimento drástico teve início após a vitória de Chris Moneymaker em 2003, um dos primeiros jogadores não profissionais a vencer o evento principal, e também após o WSOP passar a ser transmitida pela televisão, através do canal de esportes ESPN.
Em 2004 a Harrah's Entertainement comprou do cassino Binnion's Horseshoe os direitos de produção da WSOP, a partir de então o torneio passou a ser disputado no cassino Rio. No mesmo ano também foi criado o Tournament of Champions, torneio onde os dez jogadores de melhor desempenho na WSOP de cada ano, disputam entre si o prêmio de 1 milhão de dólares (embora o vencedor deste torneio não receba um bracelete).
Os maiores vencedores da WSOP são Doyle Brunson e Johnny Chan, cada um com 10 bracelets de eventos do WSOP, e Phil Hellmuth, que detém o recorde actual com 14 bracelets.
Em 2012 foi inaugurado um evento com inscrição no valor de um milhão de dólares (O torneio mais alto já registrado na história do Poker): O "Big one for one drop", que contou com a participação de 48 inscritos. O evento foi transmitido ao vivo para o Brasil através dos canais ESPN. O vencedor do "Big one for one drop" foi o profissional já renomado Antonio Esfandiari que embolsou a quantia de U$ 18,3 milhões (A maior de toda a história do Poker e do desporto em geral).

## Lista de campeões
| Ano  | Nome                  | Mão    | Prêmio (US$) | Participantes | Nome                | Mão     |
| ---- | --------------------- | ------ | ------------ | ------------- | ------------------- | ------- |
| 2024 | Jonathan Tamayo       | 8♦ 3♠  | 10,000,000   | 10.112        | Jordan Griff        | 9♥ 6♣   |
| 2023 | Daniel Weinman        | K♣ J♦  | 12.100.000   | 10.043        | Steven Jones        | J♠ 8♦   |
| 2022 | Espen Jørstad         | Q♦ 2♠  | 10.000.000   | 8.663         | Adrian Attenborough | J♠ 4♠   |
| 2021 | Koray Aldemir         | T♦ 7♦  | 8.000.000    | 6.650         | George Holmes       | K♣ Q♠   |
| 2020 | Damian Salas          | K♦ 8♥  | 1.000.000    | 1.379         | Brunno Botteon      | 7♥ 3♥   |
| 2019 | Hossein Ensan         | K♣K♥   | 10.000.000   | 8.569         | Dario Sammartino    | 8♠4♠    |
| 2018 | John Cynn             | K♠J♠   | 8.000.000    | 7.874         | Tony Miles          | K♣8♥    |
| 2017 | Scott Blumstein       | A♥2♦   | 8.150.000    | 7.221         | Daniel Ott          | A♦8♦    |
| 2016 | Qui Nguyen            | K♣10♣  | 8.005.310    | 6.737         | Gordon Vayo         | J♠10♠   |
| 2015 | Joe McKeehen          | A♥10♦  | 7.683.346    | 6.420         | Joshua Beckley      | 4♦ 4♣   |
| 2014 | Martin Jacobson       | 10♥10♦ | 10.000.000   | 6.683         | Felix Stephensen    | A♥9♥    |
| 2013 | Ryan Riess            | A♥K♥   | 8.361.570    | 6.352         | Jay Farber          | Q♠5♠    |
| 2012 | Greg Merson           | K♦ 5♣  | 8.527.982    | 6.598         | Jesse Sylvia        | Q♠ J♠   |
| 2011 | Pius Heinz            | K♦ J♥  | 8.715.638    | 6.865         | Nachman Berlin      | A♥ 8♥   |
| 2010 | Jonathan Duhamel      | A♠ J♥  | 8.944.310    | 7.319         | John Racener        | K♦ 8♦   |
| 2009 | Joe Cada              | 9♦ 9♣  | 8.546.435    | 6.494         | Darvin Moon         | Q♦ J♦   |
| 2008 | Peter Eastgate        | A♦ 5♠  | 9.152.416    | 6.844         | Ivan Demidov        | 4♥ 2♥   |
| 2007 | Jerry Yang            | 8♦ 8♣  | 8.250.000    | 6.358         | Tuan Lam            | A♦ Q♦   |
| 2006 | Jamie Gold            | Q♠ 9♣  | 12.000.000   | 8.773         | Paul Wasicka        | 10♥ 10♠ |
| 2005 | Joe Hachem            | 7♣ 3♠  | 7.500.000    | 5.619         | Steve Dannenmann    | A♦ 3♣   |
| 2004 | Greg Raymer           | 8♠ 8♦  | 5.000.000    | 2.576         | David Williams      | A♥ 4♠   |
| 2003 | Chris Moneymaker      | 5♦ 4♠  | 2.500.000    | 839           | Sam Farha           | J♥ 10♦  |
| 2002 | Robert Varkonyi       | Q♦ 10♠ | 2.000.000    | 631           | Julian Gardner      | J♣ 8♣   |
| 2001 | Juan Carlos Mortensen | K♣ Q♣  | 1.500.000    | 613           | Dewey Tomko         | A♠ A♥   |
| 2000 | Chris Ferguson        | A♠ 9♣  | 1.500.000    | 512           | T. J. Cloutier      | A♦ Q♣   |
| 1999 | Noel Furlong          | 5♣ 5♦  | 1.000.000    | 393           | Alan Goehring       | 6♥ 6♣   |
| 1998 | Scotty Nguyen         | J♦ 9♣  | 1.000.000    | 350           | Kevin McBride       | Q♥ K♥   |
| 1997 | Stu Ungar             | A♥ 4♣  | 1.000.000    | 312           | John Strzemp        | A♠ 8♣   |
| 1996 | Huck Seed             | 9♦ 8♦  | 1.000.000    | 295           | Bruce Van Horn      | K♣ 8♣   |
| 1995 | Dan Harrington        | 9♦ 8♦  | 1.000.000    | 273           | Howard Goldfarb     | A♥ 7♣   |
| 1994 | Russ Hamilton         | K♠ 8♥  | 1.000.000    | 268           | Hugh Vincent        | 8♣ 5♥   |
| 1993 | Jim Bechtel           | J♣ 6♥  | 1.000.000    | 220           | Glenn Cozen         | 7♠ 4♦   |
| 1992 | Hamid Dastmalchi      | 8♥ 4♣  | 1.000.000    | 201           | Tom Jacobs          | J♦ 7♠   |
| 1991 | Brad Daugherty        | K♠ J♠  | 1.000.000    | 215           | Don Holt            | 7♥ 3♥   |
| 1990 | Mansour Matloubi      | 6♥ 6♠  | 895.000      | 194           | Hans Lund           | 4♦ 4♣   |
| 1989 | Phil Hellmuth Jr.     | 9♠ 9♣  | 755.000      | 178           | Johnny Chan         | A♠ 7♠   |
| 1988 | Johnny Chan           | J♣ 9♣  | 700.000      | 167           | Erik Seidel         | Q♣ 7♥   |
| 1987 | Johnny Chan           | A♠ 9♣  | 625.000      | 152           | Frank Henderson     | 4♦ 4♣   |
| 1986 | Berry Johnston        | A♠ K♥  | 570.000      | 141           | Mike Harthcock      | A♦ 8♦   |
| 1985 | Bill Smith            | 3♠ 3♥  | 700.000      | 140           | T. J. Cloutier      | A♦ 3♣   |
| 1984 | Jack Keller           | K♥ K♠  | 660.000      | 132           | Byron Wolford       | 6♥ 4♥   |
| 1983 | Tom McEvoy            | Q♦ Q♠  | 580.000      | 108           | Rod Peate           | K♦ J♦   |
| 1982 | Jack Straus           | A♥ 10♠ | 520.000      | 104           | Dewey Tomko         | A♦ 4♦   |
| 1981 | Stu Ungar             | A♥ Q♥  | 375.000      | 75            | Perry Green         | 10♠ 9♦  |
| 1980 | Stu Ungar             | 5♠ 4♠  | 385.000      | 73            | Doyle Brunson       | A♥ 7♠   |
| 1979 | Hal Fowler            | 7♠ 6♦  | 270.000      | 54            | Bobby Hoff          | A♣ A♥   |
| 1978 | Bobby Baldwin         | Q♦ Q♣  | 210.000      | 42            | Crandall Addington  | 9♦ 9♣   |
| 1977 | Doyle Brunson         | 10♠ 2♥ | 340.000      | 34            | Gary Berland        | 8♥ 5♣   |
| 1976 | Doyle Brunson         | 10♠ 2♠ | 220.000      | 22            | Jesse Alto          | A♠ J♦   |
| 1975 | Brian Roberts         | 9♠ 9♥  | 210.000      | 21            | Bob Hooks           | A♣ K♦   |
| 1974 | Johnny Moss           | 3♥ 3♠  | 160.000      | 16            | Crandall Addington  | A♣ 2♣   |
| 1973 | Walter Pearson        | A♠ 7♠  | 130.000      | 13            | Johnny Moss         | K♥ J♠   |
| 1972 | Thomas Preston        | K♥ J♦  | 80.000       | 8             | Walter Pearson      | 6 6     |
| 1971 | Johnny Moss           |        | 30.000       | 6             | Jack Straus         |         |
| 1970 | Johnny Moss           |        | cash game    | 7             |                     |         |